# Hilary Minster
Roger Michael Hilary Minster, född 21 mars 1944 i Surrey, död 24 november 1999 i Kensington and Chelsea i London, var en brittisk skådespelare. Minster gjorde bland annat rollen som  General Erich von Klinkerhoffen i komediserien 'Allå, 'allå, 'emliga armén.

## Filmografi i urval
- 1969 – Slaget om England
- 1971 – The Last of the Mohicans (Miniserie)
- 1974 – Jennie: Lady Randolph Churchill (Miniserie)
- 1974 – Herrskap och tjänstefolk (TV-serie)
- 1973–1975 – Doctor Who (TV-serie)
- 1974–1976 – Arvingarna (TV-serie)
- 1977 – En bro för mycket
- 1977 – The Duchess of Duke Street (TV-serie)
- 1977 – Anna Karenina (Miniserie)
- 1977 – Poldark (TV-serie)
- 1979 – Mullvaden (TV-serie)
- 1979 – Hemliga armén (TV-serie)
- 1984–1992 – 'Allå, 'allå, 'emliga armén (TV-serie)
- 1987 – Ett rop på frihet